# Щезник
Щезник — персонаж слов'янської міфології.
На думку Іванни Блажкевич, це — добрий дух, з яким треба вміти говорити.
На думку Валерія Войтовича, тотожний чорту, нечистому, дідьку, бісу. На думку В. Товстого — це чорт, нечистий, дідько, біс, клятий, лукавий, рогатий, хвостатий, він тотожний чорту.

## У літературі
|  | Вище, по безводних далеких недеях, нявки розводять свої безконечні танки, а по скелях ховається щезник. |

|  | На камені, верхи, сидів «той», щезник, скривив гостру борідку, нагнув ріжки і, заплющивши очі, дув у флояру. «Нема моїх кіз… Нема моїх кіз…» — розливалась жалем флояра. Та ось ріжки піднялись вгору, щоки надулись і розплющились очі. «Є мої кози… Є мої кози…» — заскакали радісно згуки…— М. М. Коцюбинський «Тіні забутих предків» |